# Synonima
Synonima o Soliloquia sono, dopo le Etymologiae e le Sententiae, la terza opera di Isidoro di Siviglia più copiata durante il Medioevo, e sono stati definiti da Braulione di Saragozza come “I due libri dei Sinonimi con i quali, attraverso un'esortazione della ragione, sollevava l'anima, per consolarla e farle sperare di ricevere il perdono”. 

## Datazione
La datazione è piuttosto problematica. José de Adalma ha collocato la composizione dell’opera tra il 610 e il 612, fondandosi soprattutto sulla cosiddetta Epistola B e sulla Renotatio di Braulione di Saragozza. Recentemente, José Carlos Martìn Iglesias ha esteso il raggio temporale, collocandola tra il 604 e il 612, sulla base della presenza di allusioni alle omelie a Ezechiele di Gregorio Magno e alla Vita Desiderii di Sisebuto. Jacques Elfassi, autore dell’edizione critica più recente, amplia ancora di più il ventaglio di possibilità, ritenendo, sulla base di complessi confronti tra testi isidoriani e non, che l’unica soluzione che possa dirsi certa sia la collocazione dell’opera tra il 595 e il 631: egli considera infatti la datazione di Martìn Iglesias possibile ma non sicura, mentre quella di Adalma non impossibile ma poco più che ipotetica. Un’indicazione cronologica precisa risulta dunque impossibile, e il problema resta aperto.

## Struttura, lingua e stile
L’opera è costituita da un insieme di frasi sinonimiche pensate per istruire alla varietas verborum, e si distingue da tutti gli altri scritti di tale tipologia perché riesce a fare di un esercizio grammaticale un testo spirituale: essa è infatti al tempo stesso un'opera scolastica che addestra alla sinonimia e un manuale morale che istruisce alle virtù. Tuttavia, la ricerca di un equilibrio classico che armonizzi varietà e misura, unito all’importanza di alcune figure come la sinonimia, l’anafora e l’omoteleuto provano come l’autore non abbia voluto sacrificare la retorica a scopi didattici: al contrario, egli ha fatto uso degli strumenti della retorica classica ponendoli al servizio della morale cristiana, anche in ragione del fatto che lo stile sinonimico, con il suo carattere insistente, garantisce più forza alle lezioni morali. Anche la lingua contribuisce alle finalità pragmatiche del testo. Essa è semplice, si serve di parole di uso comune e frasi brevi ed è grammaticalmente corretta, e sebbene sia possibile rilevare qualche confusione morfologica o qualche esitazione nell'uso dei casi, si tratta di fenomeni limitati e sporadici.

## Contenuto
Passando nello specifico al contenuto, l’opera è divisa in due libri. Il primo è costituito da un dialogo tra l'uomo e la Ragione: l'uomo si lamenta delle sofferenze patite (I, 5-21), e la Ragione lo invita ad un esame di coscienza (I, 22-38); segue un dialogo al termine del quale l’uomo riesce a liberarsi delle proprie abitudini peccaminose (I, 39-54) e a pentirsi (I, 55-74); la Ragione conclude esortando l'uomo a perseverare nel cammino che sta percorrendo (I, 75-78). Il secondo libro è un vero e proprio manuale di morale, in cui la Ragione dà all'uomo numerosi precetti: dopo averlo incoraggiato a rifuggire ogni peccato (II, 1-7), lo esorta alla castità (II, 8-11), alla preghiera (II, 12-13), all'astinenza (II, 14-19), all'umiltà (II, 20-25), alla moderazione e alla pazienza (II, 26-36), alla benevolenza verso gli altri (II, 37-41), alla modestia (II, 42-44), al buon uso della parola (II, 45-49), al rifiuto della maldicenza (II, 49-52) e della menzogna (II, 5355), al rispetto dei giuramenti (II, 56-58), ad un esame di coscienza (II, 59-62) e al rifiuto dell'ozio (II, 63-64). Il resto del testo fa riferimento rapporti gerarchici, lasciando intendere chi siano i destinatari prediletti dell’opera: vengono ricordati i doveri dei maestri e degli alunni (II, 67-73), dei governanti e dei sudditi (II, 74-81), e infine dei giudici (II, 82-86). L'evocazione degli onori terreni porta poi Isidoro a parlare della fragilità del potere temporale e a incitare al disprezzo del mondo (II, 87-95) e alla carità (II, 96-99). Dopo questo lungo monologo, l'opera termina con un'esortazione a rispettare i precetti ricevuti e con un ringraziamento alla Ragione (II, 100-103). Mentre il primo libro è dunque esplicitamente un dialogo tra l'uomo e la ragione, il secondo è quasi esclusivamente un monologo della ragione. Nel primo libro le didascalie "Homo" e "Ratio" mostrano una situazione quasi teatrale, e in effetti è proprio così che Isidoro presenta la sua opera – "Due personaggi sono qui messi in scena: l'uomo che piange e la ragione che lo ammonisce" (I, 3) – , mentre nel secondo il personaggio "Uomo" è nominato solo una volta.

## Posterità letteraria
La loro popolarità fu immensa: il testo è conservato integralmente da più di cinquecento manoscritti, a cui bisogna aggiungerne circa altri cento che riportano soltanto degli estratti e quattro che trasmettono una traduzione, due in inglese antico e due in francese antico. Inoltre, circa duecento inventari riportano la presenza di almeno uno dei manoscritti che la contengono, ed essa è citata almeno in ventiquattro opere di contenuto morale o spirituale, quindici sermoni, otto testi agiografici, e tre opere grammaticali e scolastiche. Dall’opera sono poi stati tratti diversi centoni – fatto comune nel Medioevo per opere molto lette e conosciute –, i quali hanno avuto, diversamente da come accade di solito, una fortuna e una tradizione completamente indipendente rispetto a quella della fonte, spesso neppure citata come riferimento.
L’editio princeps è stata stampata a Norimberga intorno al 1470, presso la stamperia di Johann Sensenschmidt, ma l’edizione che più è stata utilizzata sino ad oggi è quella di Arevalo, del 1802, stampata anche dalla Patrologia Latina.